# 李光翰
李光翰（1460年—？），字国祯。河南承宣布政使司衛輝府新鄉縣（今河南省新鄉市）人，明朝政治人物，弘治進士，官至知府。

## 生平
弘治十二年，登進士，授南京户科给事中。正德元年，李光翰与同官上疏弹劾太监苗逵、高鳳、李榮及保國公朱暉等人，被刘瑾矫旨削籍归乡。
刘瑾伏誅，起为浙江台州府知府，舉治行卓異，不久卒。《明史》有傳。

## 家族
曾祖李浩；祖李彦芳；父李海。母馬氏。慈侍下。弟禳、光溥、光曙。